# Montevarchi Calcio Aquila 1902 2001-2002
Questa pagina raccoglie le informazioni riguardanti il Montevarchi Calcio Aquila 1902 nelle competizioni ufficiali della stagione 2001-2002.

## Rosa
| N. |                   | Ruolo | Calciatore          |
| -- | ----------------- | ----- | ------------------- |
|    | Italia (bandiera) | P     | Massimiliano Adami  |
|    | Italia (bandiera) | C     | Massimo Belluomini  |
|    | Italia (bandiera) | C     | Giacomo Biagi       |
|    | Italia (bandiera) | C     | Antongiulio Bonacci |
|    | Italia (bandiera) | P     | Giacomo Brandi      |
|    | Italia (bandiera) | D     | Luca Cacioli        |
|    | Italia (bandiera) | D     | Riccardo Contadini  |
|    | Italia (bandiera) | A     | Pietro Fatichi      |
|    | Italia (bandiera) | C     | Michele Fusi        |
|    | Italia (bandiera) | D     | Andrea Galeotti     |
|    | Italia (bandiera) | C     | Marco Giornali      |
|    | Italia (bandiera) | A     | William Guarnieri   |
|    | Italia (bandiera) | D     | Marcello La Bruna   |
|    | Italia (bandiera) | C     | Omar Lepri          |
|    | Italia (bandiera) | P     | Luca Arrigucci      |

| N. |                         | Ruolo | Calciatore               |
| -- | ----------------------- | ----- | ------------------------ |
|    | Italia (bandiera)       | C     | Stefano Menchini         |
|    | Italia (bandiera)       | C     | Francesco Mocarelli      |
|    | Italia (bandiera)       | A     | Manuel Palladino         |
|    | Italia (bandiera)       | D     | Andrea Razzoli           |
|    | Italia (bandiera)       | A     | David Ricci              |
|    | Italia (bandiera)       | D     | Riccardo Rocchini        |
|    | Italia (bandiera)       | D     | Valiant Rosati           |
|    | RD del Congo (bandiera) | A     | Roland Saboga            |
|    | Italia (bandiera)       | D     | Giuseppe Sanfratello     |
|    | Guinea (bandiera)       | C     | Mohamed Sankon           |
|    | Italia (bandiera)       | A     | Marcello Sansonetti      |
|    | Italia (bandiera)       | C     | Paolo Stò                |
|    | Italia (bandiera)       | D     | Francesco Giuseppe Tomei |
|    | Italia (bandiera)       | D     | Paolo Tirinnanzi         |
|    | Italia (bandiera)       | C     | Luca Vigna               |